# Expedició Coppermine de 1819-1822
L'expedició Coppermine de 1819-1822 tenia com a objectiu l'exploració de la costa nord del Canadà, a la qual es va accedir a través del riu Coppermine. L'expedició britànica va ser organitzada per la Royal Navy com a part del seu intent de descobrir i cartografiar el Pas del Nord-oest. Va ser la primera de les tres expedicions a l'Àrtida que va dirigir John Franklin. En ella també hi van prendre part uns joves George Back i John Richardson, que amb el temps es convertirien en importants exploradors de l'Àrtida.
L'expedició fou mal planificada, hi hagué mala sort i els aliats escollits foren poc fiables. Els comerciants de pells locals i els pobles indígenes estaven més lluny del que s'esperava, la línia d'alimentació era disfuncional, alhora que un clima inusualment dur va significar que els exploradors estiguessin a prop de morir de fam. Finalment arribaren a la costa àrtica, però tot just havien explorat 800 km abans de l'esgotament de les reserves del grup i l'arribada de l'hivern, cosa que va obligar a fer marxa enrere.
L'expedició va fer una retirada desesperada a través d'unes terres desconegudes en un estat total d'inanició, sovint sense res més per menjar que líquens. Onze dels vint membres de l'expedició van morir enmig de fortes acusacions d'assassinat i canibalisme abans que els supervivents fossin rescatats pels nadius de la tribu Yellowknife, que anteriorment els havien donat per morts.
Després de l'expedició Franklin va ser molt criticat pels comerciants de pells locals per la mala planificació i la falta d'adaptació a les exigents condicions que es van trobar, però al Regne Unit va ser rebut com un heroi. L'expedició i Franklin va entrar en l'imaginari britànic, sent conegut com «l'home que es va menjar les botes» en referència a una mesura desesperada presa en un moment de desesperació per la gana.

## Antecedents

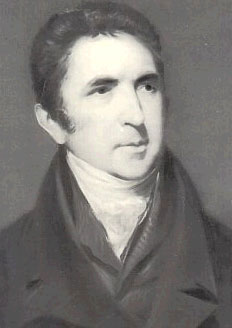
Sir John Barrow va ser l'impulsor de l'exploració de la Royal Navy a l'Àrtida a principis del.

En els anys posteriors a les Guerres Napoleòniques la marina britànica, sota la influència de Sir John Barrow, va centrar la seva atenció en el descobriment del Pas del Nord-oest, una suposada ruta marítima que vorejant la costa nord del Canadà havia de permetre als vaixells europeus un fàcil accés als mercats d'Orient. La prova de l'existència d'un pas provenia del fet que els baleners de l'estret de Bering havien matat balenes que portaven arpons emprats a Groenlàndia, i viceversa, però el laberint d'illes del nord del Canadà, la majoria d'elles sense cartografiar, no permetia saber si existia un pas lliure de gel. De fet, el 1819 la costa nord del Canadà sols havia estat vista dues vegades pels europeus. El 1771 Samuel Hearne havia seguit el riu Coppermine fins a arribar a l'oceà Àrtic. Poc després, el 1789, Alexander Mackenzie va seguir el que avui es coneix com el riu Mackenzie fins a mar obert. Ambdues exploracions van demostrar que el suposat pas del Nord-oest no es trobava a latituds tan baixes i que calia buscar-lo més al nord.
El 1818 Barrow havia enviat una primera expedició per buscar el Pas del Nord-oest. Dirigida per John Ross, el 31 d'agost de 1818 foren els primers occidentals a endinsar-se en les aigües de l'estret de Lancaster, veritable entrada al pas, en trobar-lo lliure de gel. Després de creure tancats per terra l'estret de Smith i l'estret de Jones, Ross va creure veure una cadena de muntanyes que bloquejaven l'accés cap a l'oest, a la qual li va donar el nom de «Crocker Hills» i va decidir fer mitja volta. Alguns dels seus oficials, com William Edward Parry i Edward Sabine, que no havien vist aquestes muntanyes, es van mostrar decebuts per la decisió del seu comandant. L'expedició va tornar a Anglaterra per evitar l'hivern a l'Àrtida, i immediatament el desacord entre Ross i Parry es va fer públic, perjudicant la reputació de Ross. Simultàniament, David Buchan va fer un intent de navegar directament al pol Nord des del Regne Unit (Barrow era fervent seguidor de la teoria del Mar polar obert), però va haver de fer-se enrere perquè la massa de gel que hi havia al nord de Spitsbergen era un obstacle insuperable.
A l'any següent, Barrow planificà dues noves expedicions a l'Àrtida. Una de marítima, en què William Edward Parry havia de continuar la feina iniciada per Ross, tot buscant l'entrada del Pas del Nord-oest a la zona de l'estret de Lancaster; i una de terrestre fins a la costa nord del Canadà a través del riu Coppermine per tal de cartografiar la major part possible de la costa com fos possible, i potser trobar-se amb els vaixells de Parry. John Franklin, un tinent que s'havia comandat un dels vaixells de Buchan de l'any anterior, va ser escollit per dirigir l'expedició terrestre.

## Planificació de l'expedició

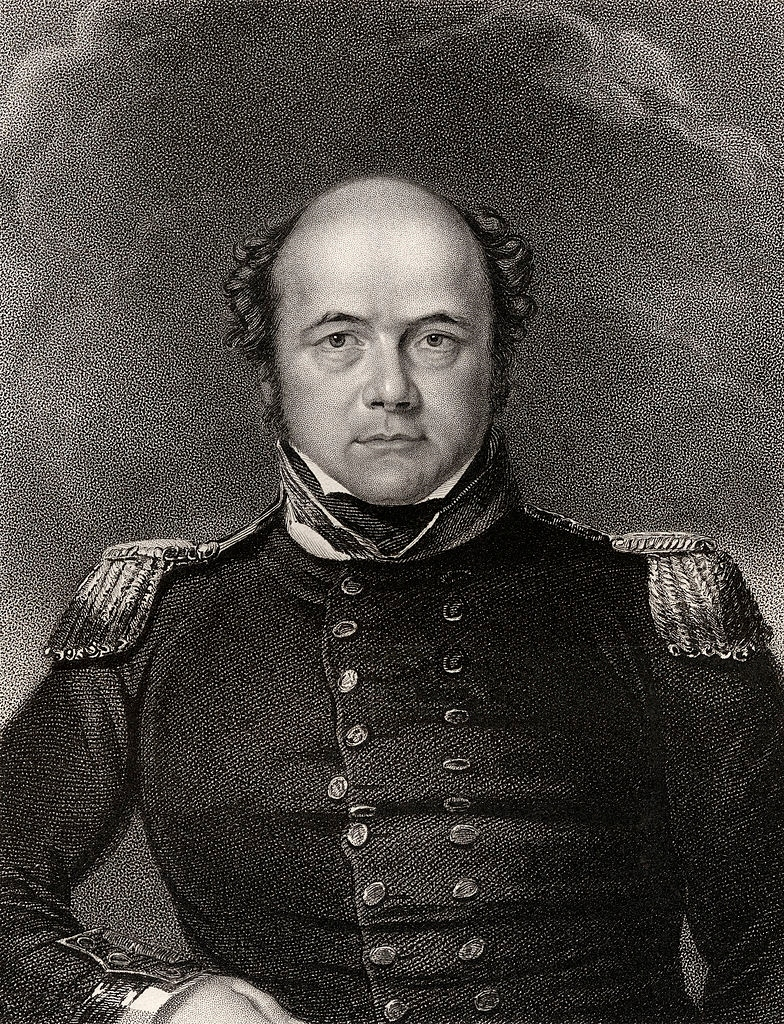
El tinent John Franklin, el cap de l'expedició.

Les ordres de Franklin eren de caràcter general. Havia de viatjar per terra al Gran Llac de l'Esclau i des d'allà fins a la costa seguint el riu Coppermine. En arribar a la costa, se li aconsellà d'anar cap a l'est, fins a trobar Repulse Bay i els vaixells de Parry, però també se li va donar la possibilitat d'anar cap a l'oest per cartografiar la franja costanera entre el riu Coppermine i el riu Mackenzie, o fins i tot anar cap al nord, cap a mars desconeguts.
Pitjor que l'ambigüitat de les instruccions va ser el fet que l'expedició es va organitzar amb un pressupost reduït. Franklin sols va dur una quantitat mínima de mariners, i va passar a dependre de l'ajuda externa durant bona part de l'expedició. L'ajuda manual fou proporcionada pels voyageurs (pelleters locals d'ascendència francesa i aborigen), subministrats per la Companyia de la Badia de Hudson i la rival Companyia del Nord-oest, mentre que els Yellowknives actuaren com a guies i proporcionaren aliments una vegada els subministraments de Franklin s'esgotaren.
Només quatre membres de la Marina acompanyaren Franklin en l'expedició: el metge, naturalista i vice-capità John Richardson, els cadets navals George Back i Robert Hood, que havien navegat amb Buchan el 1818, i el mariner John Hepburn. Un altre mariner, Samuel Wilks, havia de prendre part en l'expedició, però va emmalaltir en arribar a Canadà i no va participar en l'expedició.

## Arribada a Fort Enterprise
Després de tres mesos de planificació l'expedició va salpar de Gravesend el 23 de maig de 1819 en un vaixell de subministrament de la Companyia de la Badia de Hudson, i immediatament van aparèixer els problemes. El vaixell es va aturar breument a la costa de Norfolk, on Back havia d'atendre una sèrie de negocis, però abans que ell tornés a bord el vaixell va partir aprofitant els vents favorables. Això l'obligà a anar pel seu propi compte fins a la propera parada, les illes Orcades, en diligència i ferry. Un problema més greu va sorgir a Stromness quan l'expedició, novament reunida amb Back, va intentar contractar portadors per a la primera part de la ruta a través del Canadà, però sols van aconseguir contractar quatre homes, i amb la condició de no anar més enllà de Fort Chipewyan, al llac Athabasca.
El 30 d'agost els homes de Franklin van arribar a York Factory, el principal port de la costa sud-oest de la badia de Hudson. Allà iniciaren el recorregut de 2.700 quilòmetres que els havia de dur fins al Gran Llac de l'Esclau. Aviat es trobaren amb el primer dels problemes d'abastament que afectaren l'expedició. Gran part de l'assistència que havia estat oferta per la Companyia de la Badia de Hudson i la Companyia del Nord-oest no va arribar a materialitzar-se, ja que les empreses havien passat els anys anteriors en un estat de guerra virtual, la cooperació entre elles era pràcticament inexistent, alhora que tenien pocs recursos sobrants. A banda, el governador local de la Companyia de la Badia de Hudson creia que l'expedició era innecessària, poc professional i que tots moririen a la tundra. A Franklin se li facilità un vaixell massa petit per portar tots els seus subministraments (se li va assegurar que la resta li seria enviat). Seguint les rutes comercials habituals arribà a Cumberland House, a Saskatchewan, en aquell moment poc més que una cabana de fusta que acollia 30 homes de la Companyia de la Badia de Hudson, i on ell i els seus homes van passar l'hivern. L'hivern va ser molt dur i els indis que portaren els subministraments els informaren que la caça era tan escassa que algunes famílies estaven recorrent al canibalisme per sobreviure.

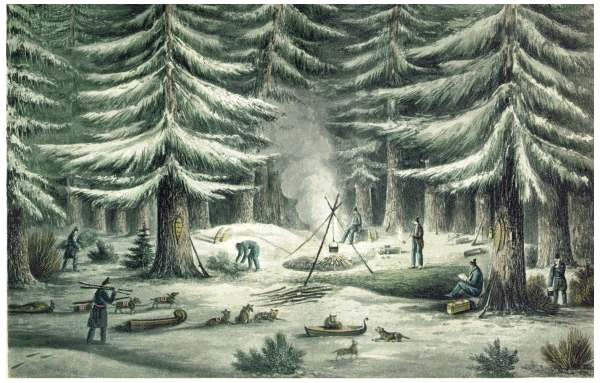
Construcció d'un campament durant el primer hivern de l'expedició.

El mes de gener de 1820 Franklin, Back i Hepburn van formar una avançada a través dels boscos fins a Fort Chipewyan per contractar els voyageurs i organitzar els subministraments per a la següent etapa de l'expedició. Dirigits per guies canadencs, els britànics no tenien experiència en el dur hivern canadenc. L'intens fred ho congelava tot, fins i tot el mercuri dels termòmetres. Sense tendes de campanya, van agrair les nevades, ja que proporcionava una capa addicional d'aïllant sobre les seves mantes.
El grup va arribar a Fort Chipewyan a finals de març, després d'haver recorregut 1.379 quilòmetres en sis setmanes. Un cop allà Franklin es va trobar amb moltes més dificultats de les previstes a l'hora de poder equipar la seva expedició. El dur hivern havia fet que les reserves d'aliments fossin molt escasses, i es va haver de conformar amb una vaga promesa que els caçadors trobarien menjar pel camí i l'ajuda del cap indi. D'altra banda, els millors voyageurs estaven més preocupats pel conflicte entre les dues companyies de comerç de pells i no estaven disposats a arriscar la vida en un viatge cap a terres desconegudes, situades més enllà de les seves àrees habituals de caça, i amb la incertesa en l'accés als subministraments. Al final Franklin reclutà 16 guies, però d'un nivell força inferior al que ell desitjava.

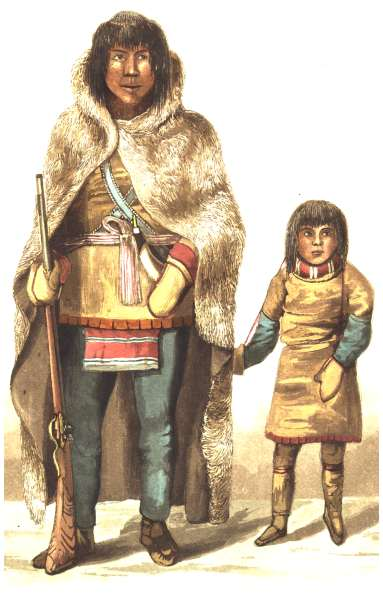
Akaitcho, el cap indígena en què basà l'ajuda Franklin, i son fill.

Reunits amb Hood i Richardson, el grup marxà cap al Gran Llac de l'Esclau el juliol, arribant a Fort Providence, a la seva riba nord, deu dies després. Allà es va reunir amb Akaitcho (Big Foot), el cap dels Yellowknifes, que havien estat reclutats per la Companyia del Nord-oest com a guies i caçadors del grup de Franklin. Akaitcho, descrit com un home "de gran penetració i astúcia" entén el concepte del pas del nord-oest, i va escoltar pacientment com Franklin li explicava que el seu descobriment portaria riquesa al seu poble. Pel que sembla, Franklin estava exagerant els beneficis i Akaitcho li feu una pregunta que Franklin fou incapaç de respondre: per què, si el pas era tan crucial per al comerç, no hagués estat descobert encara?
Akaitcho informà de les seves condicions a Franklin. A canvi de la cancel·lació dels deutes de la seva tribu amb la Companyia del Nord-oest i alguns subministraments d'armes, municions i tabac els seus homes caçarien i guiarien a Franklin cap al nord, tot seguint el riu Coppermine, alhora que prepararien els subministraments per a la tornada. Amb tot, l'informà que no entrarien en terres dels inuits, ja que els yellowknives no mantenien bones relacions amb ells i l'informà que no podia garantir-li menjar disponible de manera habitual perquè s'estava patint un any molt dur.
Franklin i els seus homes van passar la resta de l'estiu per arribar fins al lloc que Akaitcho havia triat per passar l'hivern. El campament fou anomenat Fort Enterprise per Franklin i consistia en una sèrie de cabanes de fusta. A poc a poc el menjar s'anava acabant i els guies van començar a perdre la confiança en el líder. Les amenaces de càstigs severs van impedir el motí en un primer moment, però van erosionar la seva reputació entre els homes.

## El riu Coppermine i la costa de l'Àrtida
El segon hivern que l'expedició passà al Canadà també fou molt dur. La cooperació entre la companyia de la Badia de Hudson i del Nord-oest era més aviat nul·la, i cadascuna preferia que fos l'altra la que proporcionés l'ajuda, fent que aquesta arribés de manera intermitent. Les municions escassejaven i els caçadors indis eren menys efectius del que s'esperava. Finalment, amb el risc de morir de fam, George Back fou enviat de tornada a Fort Providence per amenaçar les companyies de prendre mesures si no col·laboraven. Després d'un viatge de 1.900 quilòmetres emprant raquetes de neu, sovint sense cap altra protecció que les mantes i temperatures que arribaven a -55 °C, Back va tornar amb subministraments d'urgència.

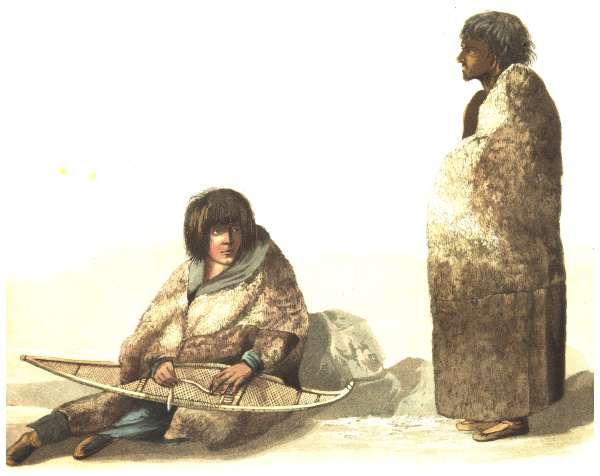
"Greenstockings" (esquerra), noia índia sobre la qual dos dels homes de Franklin van estar a punt de batre's en duel.

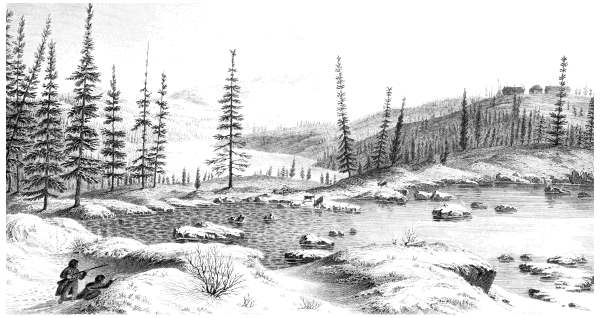
Hivern a Fort Enterprise.

Al campament van continuar els motins. Els voyageurs, encapçalats pels intèrprets Pierre St Germain i Jean Baptiste Adam, es rebel·laren de nou. Aquesta vegada les amenaces d'executar els instigadors del motí per part de Franklin no serviren per aturar-lo, ja que St Germian i Adam insistiren que continuar cap a terres salvatges significaria una mort segura. Les negociacions, liderades per Willard Wentzel de la Companyia del Nord-oest, serviren per restaurar una precària treva. Amb tot, les diferències no es limitaven als voyageurs, ja que Back i Hood havien xocat per una noia índia anomenada Greenstockings, i s'haurien batut en duel si no fos perquè Hepburn havia buidat les municions de les seves armes. La situació es va calmar quan Back va ser enviat al sud i Hood posteriorment va tenir un fill amb la noia.
L'hivern passà i Franklin va partir de nou el 4 de juny de 1821. Els seus plans per a l'estiu eren vagues; havia decidit explorar l'est de la desembocadura del riu Coppermine, amb l'esperança de trobar Parry o arribar a Repulse Bay, on podria obtenir les provisions necessàries de part dels inuit locals que li permetrien tornar directament a York Factory a través de la badia de Hudson. Amb tot, si no trobava Parry o no arribava a Repulse Bay, ell podria desfer camí, o tornar directament a Fort Enterprise, a través de les desconegudes terres ermes de l'est del riu Coppermine.
El viatge pel riu Coppermine va prendre molt més temps del previst, i Franklin perdé ràpidament la confiança en els guies indis, que en realitat sols coneixien la zona una mica millor que ell, i canviaven sovint d'opinió respecte a la proximitat o llunyania del mar. Finalment l'oceà Àrtic fou albirat el 14 de juliol, poc abans que l'expedició trobés el primer campament inuit. Els inuit van fugir i Franklin no va tenir l'oportunitat de contactar o comprar subministraments, com havia esperat. El campament abandonat va donar la idea de l'escassetat d'aliments a la zona, les reserves de salmó sec es podrien i estaven infestades de cucs, i la carn que s'estava assecant consistia principalment en petits ocells i ratolins.

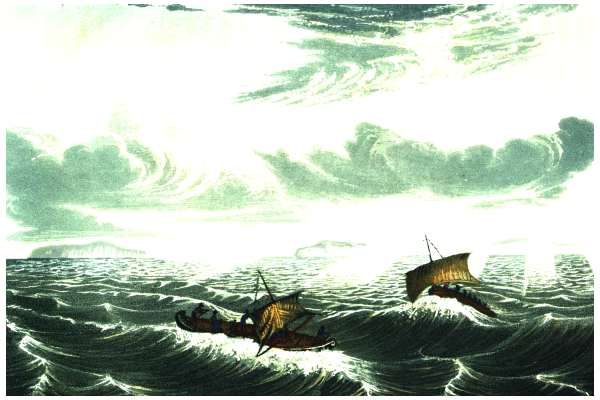
Canoes de Franklin atrapades per una tempesta el 23 d'agost.

En arribar a l'Àrtida els indis van marxar cap a casa, tal com havien acordat amb Wentzel, deixant sol a Franklin amb quinze voyageurs i quatre britànics. Franklin va donar l'ordre de repartir paquets d'aliments al llarg del camí i assortir amb carn seca Fort Enterprise. Aquest darrer punt era clau, ja que en estar l'estiu molt avançat era més que probable que no s'arribés a Repulse Bay, el mar es congelés i no es pogués tornar a la desembocadura del riu Coppermine. En aquest cas es veuria obligat a tornar directament a través de les Terres Ermes, on ell i els seus homes dependrien dels aliments que poguessin caçar, sent més que probable que en el moment d'arribar a Fort Enterprise estiguessin al límit de la mort per inanició, sent bàsic tenir les cabanes ben abastides.
Des de la desembocadura del Coppermine Franklin es dirigí cap a l'est en tres canoes amb menjar per a 14 dies. Les tempestes van obstaculitzar la seva progressió, danyant les canoes, alhora que els seus esforços per aconseguir menjar procedent de la caça eren poc exitosos. Franklin sospitava que els voyageurs ho feien expressament, per tal d'obligar-lo a fer mitja volta. Després de cartografiar uns 800 km de costa Franklin es va aturar el 22 d'agost de 1821 en un indret de la península de Kent, al qual anomenà Point Turnagain. Com havia temut un mar embravit i els desperfectes patits per les canoes feien que fos pràcticament impossible tornar pel riu Coppermine, decidint-se a tornar a través del riu Hood, i des d'allí intentar travessar les Terres Ermes.

## Retorn a Fort Enterprise

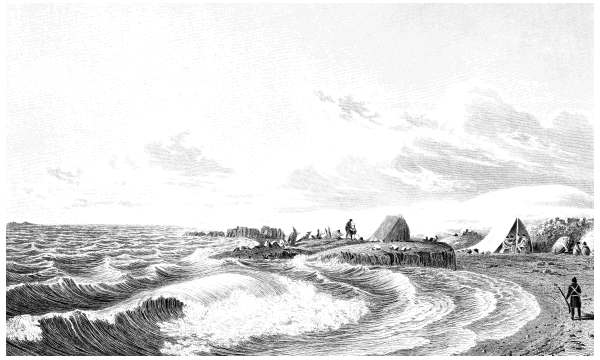
El grup acampat a Point Turnagain, just abans d'emprendre la tornada cap a Fort Enterprise

El camí a través de les Terres Ermes fou extremadament difícil. El terreny era traïdor, amb roques afilades que tallaven les botes i els peus i amenaçaven de patir lesions més greus. Richardson indicà "si algú es trencava una cama aquí el seu destí hauria estat molt trist, ja que no ens hauríem pogut quedar amb ell ni dur-lo amb nosaltres". A més, les canoes, difícils d'arrossegar, foren abandonades pels voyageurs, segons Franklin de manera intencionada. L'hivern arribà d'hora, fent que la caça fos encara més escadussera. Pels volts del 7 setembre de 1821 el menjar de l'expedició s'havia esgotat. Amb l'excepció d'un cérvol que haurien matat, les seves racions d'aliments es limitaren als líquens del gènere Umbilicària i, ocasionalment carronya que havien deixat les manades de llops. Arribaren a estar tan desesperats per la manca de menjar que arribaren a cuinar i menjar-se el cuir de les seves botes de recanvi.

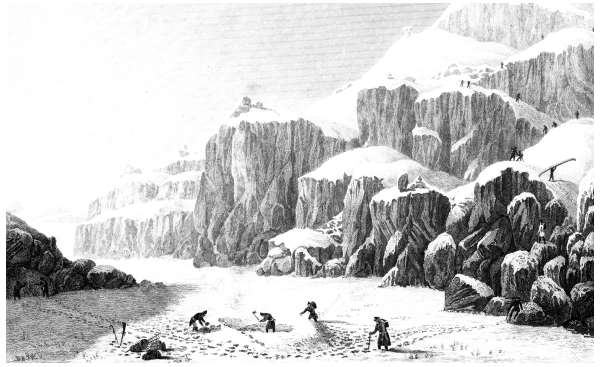
Preparant el campament i recollint líquens a les terres ermes, 20 de setembre de 1821.

Als voyageurs, que portaven una càrrega mitjana de 41 kg, se'ls havia promès una ració de carn de 3,6 kg quan van signar el contracte. Això va fer que patissin majoritàriament fam, i el seu descontentament un cop més es va convertir en rebel·lió. A poc a poc es van anar desfent, d'amagat, de la càrrega més pesada, incloent les xarxes de pesca, cosa que suposà una pèrdua important. Richardson va escriure que "estaven desesperats i no feien cas de les ordres dels oficials". L'única cosa que els impedia desertar en massa, i tractar d'arribar a Fort Enterprise pel seu compte era que no sabien el camí. Amb tot, ben aviat van adonar-se que el mateix Franklin tampoc no tenia clar el camí a seguir, puix la brúixola no era de gran utilitat perquè la declinació magnètica a la zona era desconeguda, alhora que el cel majoritàriament ennuvolat impedia la navegació seguint el sol o els estels. Un motí a gran escala sols es va evitar perquè el 26 de setembre de 1821 van arribar a un gran riu gran que era, sens dubte, el Coppermine.
L'alegria del grup en arribar al Coppermine es va convertir ràpidament en desesperació quan es va fer obvi que sense canoes seria impossible travessar el riu per arribar a Fort Enterprise, que Franklin situava a unes 40 milles de distància a la riba oposada. El riu era molt cabalós i feia uns 110 m d'ample en alguns llocs, cosa que feia impossible trobar un lloc per travessar-lo. Richardson va posar en risc la seva vida tractant de creuar nedant el riu amb una corda lligada a la cintura, però es va haver de fer enrere en perdre la sensibilitat en les seves extremitats i en enfonsar-se al llit del riu. La hipotèrmia que va patir li van minar les poques forces que li quedaven i el van deixar gairebé invàlid.

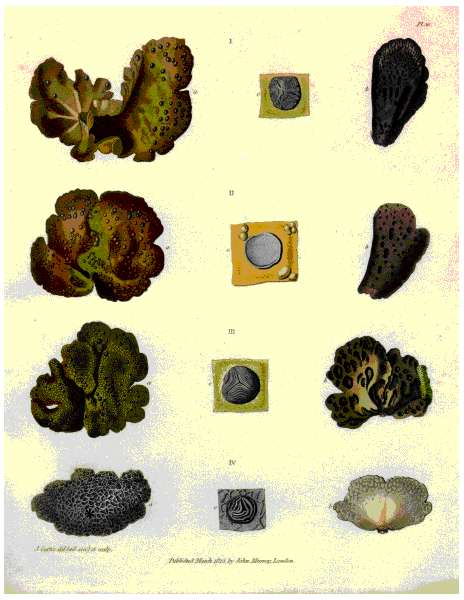
Els líquens (Umbilicària) foren emprats com a menjar pels expedicionaris en absència d'altra menjar.

Amb l'expedició molt debilitada per la fam, la situació va ser solucionada per St Germain, l'únic que tenia la força i la voluntat per construir una canoa, per a una persona, amb branques de salze i lona. La totalitat del grup va poder travessar el riu el 4 d'octubre aprofitant la canoa i unint les dues ribes del riu amb una corda. Tot i que la canoa es va anar enfonsant tots van poder creuar sans-i-estalvis.
Una vegada creuat el riu Fort Enterprise es trobava a menys d'una setmana de marxa, però alguns dels homes no hi arriben perquè moren de gana pel camí. Tancant el grup hi ha els dos voyageurs més febles, Credit i Vaillant, que van caure desmaiats a terra. Richardson i Hood també estaven massa dèbils per continuar i Franklin va decidir dividir el grup en tres parts. Back, el més fort dels oficials que quedaven, va ser enviat a Fort Enterprise junt a tres voyageurs, per aconseguir portar menjar altra vegada als grups endarrerits. Franklin el seguiria a un ritme més lent amb la resta de voyageurs; mentre Hood i Richardson es quedarien al seu campament, amb Hepburn, que s'ocuparia d'ells, amb l'esperança que un dels altres grups tornaria amb els aliments. A Franklin no li agradava abandonar Hood i Richardson, però ells insistiren que tindrien més opcions a sobre viure si anaven sense ells.
Franklin sols havia recorregut una petita distància cap a Fort Enterprise quan quatre voyageurs - Michel Terohaute, Jean Baptiste Belanger, Perrault, i Fontano - van dir que no podien continuar i li van demanar permís per tornar cap al campament de Hood i Richardson. Franklin hi va estar d'acord, alhora que continuava endavant amb els seus cinc companys restants, tots ells cada vegada més febles. Trobant-se en aquesta situació, en què cap dels homes hauria estat prou fort com per sostenir un fusell, Franklin va fer un comentari que es faria famós: "No hi havia líquens, de manera que bevíem té i menjàvem una mica de les nostres botes per sopar".
El grup de Franklin va arribar a Fort Enterprise el12 d'octubre, dos dies després que Back. Ells van trobar el campament abandonat i sense aliments. Els subministraments promesos de carn seca no hi eren i no hi havia res per menjar, tret dels ossos que havien quedat de l'hivern anterior, algunes pells podrides que s'havien utilitzat com a roba de llit i una mica de liquen. Una nota de Back els explicava que havien arribat al campament i se l'havien trobat en aquelles condiicons, per la qual cosa havien decidit seguir fins a Fort Providence per trobar Akaitcho i els seus indis. El grup es va desesperar. Dos voyageurs, Augustus i Benoit, van avançar-se riu amunt amb l'esperança de trobar-se amb els indis. La resta del grup es trobava massa feble com per a poder continuar. Dos dels voyageurs es posaren a plorar i a esperar l'arribada de la mort. Fins i tot el normalment optimista Franklin va escriure sobre la rapidesa amb què les seves forces dequeien. Cap d'ells havia menjat res de carn en les darreres quatre setmanes.

## Assassinat
Dels quatre voyageurs que havien deixat el grup de Franklin per tornar cap al de Hood i Richardson, sols Michel Terohaute va arribar al campament, després de necessitar diversos dies per cobrir les 4 milles que separaven el punt d'on havia deixat Franklin. Va explicar als britànics que s'havia separat dels altres i esperava que vindrien al darrere. Tot i que en un primer moment els oficials britànics dubtaren d'aquesta història quan els ensenyà la carn, que va dir havia obtingut d'una llebre i una perdiu que va matar pel camí, tot passaren a ser senyals de gratitud. Dos dies més tard se'n va anar de caça i de tornada va portar carn, procedent segons ell d'un llop que havia trobat. Els britànics estaven molt contents, alhora que devoraven la carn.
En els dies posteriors Terohaute cada vegada tenia un comportament més estrany. Desapareixia durant períodes curts, negant-se a dir on havia anat i responent que "no hi ha animals, és millor que matar i menjar-me".
En algun moment (el Diari de Richardson no és clar quant a les dates), Hood i Richardson van començar a sospitar que Terohaute havia matat als tres voyageurs que faltaven i que desapareixia del campament per menjar-se els seus cadàvers. La "carn de llop" que havien menjat era probablement carn humana. Dies més tard, el 20 d'octubre, mentre Richardson i Hepburn tractaven d'aconseguir aliments, es va sentir un tret des del campament. En arribar van trobar Hood mort i Terohaute dret al seu costat amb una arma a la mà.
Terohaute explicà que Hood estava netejant el seu fusell i se li disparà un tret que li anà al cap. Aquesta explicació no era creïble, ja que el rifle era massa llarg perquè ningú es pogués disparar al cap. A més Hood havia rebut el tret a la part posterior del cap, probablement quan estava llegint un llibre. Terohaute era més fort i estava armat, per la qual cosa tant Hepburn com Richardson no van poder fer res els següents tres dies. Terohaute no els perdia de vista i es va tornar més agressiu, preguntant repetidament si pensaven que era ell qui havia matat a Hood. Finalment el 23 d'octubre Michel Terohaute va sortir a recollir líquens, amb la qual cosa Richardson va tenir l'oportunitat de carregar la seva pistola i matar-lo a trets quan tornà.

## Rescat
Richardson i Hepburn finalment van arribar a Fort Enterprise el 29 d'octubre, quedant horroritzats amb l'escena que es van trobar. Dels quatre homes que quedaven vius, sols Peltier estava prou fort com per donar-los la benvinguda. El terra de la cabana s'havia arrencat per fer servir com a llenya, i les pells que cobrien les finestres havien estat retirades i menjades per uns homes que es morien de gana. Richardson va escriure que "les expressions facials terribles, els globus oculars dilatats i les veus sepulcrals del capità Franklin i els que estaven amb ell eren més del que podien esperar."
Durant més d'una setmana els homes de Fort Enterprise van subsistir gràcies a la ingesta de líquens i pells d'animals en descomposició, en què els cucs tenien un suau gust de "grosella espinosa". Dos dels voyageurs, Peltier i Samandré, van morir la nit de l'1 de novembre. El tercer, Adam, estava a punt de morir. Les cames de Hepburn van començar a inflar-se per manca de proteïnes. Finalment, el 7 de novembre, va arribar l'ajuda de tres dels indis d'Akaitcho, amb qui Back, que també havia perdut un home per culpa de la gana, finalment havia aconseguit contactar. Els indis portaren peixos capturats expressament pels supervivents, tractant-los "amb la mateixa tendresa com haurien tractat als seus propis fills". Després de recuperar forces durant una setmana van deixar enrere Fort Enterprise el 15 de novembre, arribant a Fort Providence l'11 de desembre.
Akaitcho explicà que a Fort Enterprise no hi havia els subministraments que havia promès, en part perquè tres dels seus caçadors havien mort en trencar-se el gel d'un llac gelat, i no s'havia reemplaçat el subministrament des de Fort Providence, però alhora va admetre que la raó principal havia estat que s'havia abandonat el fort, ja que creia que l'expedició dels homes blancs era una bogeria, i que no en tornaria cap amb vida a Fort Enterprise. Malgrat això Franklin es va negar a culpar Akaitcho, el qual havia mostrat molta amabilitat durant el salvament, tot i no haver rebut el pagament que li havien promès per culpa de la disputa que hi havia entre les empreses pelleteres.

## Llegat

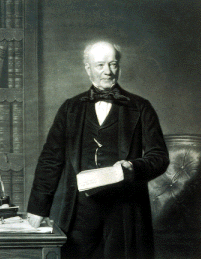
George Simpson, especialment crític amb Franklin.

En molts aspectes l'expedició va ser un desastre. Franklin havia viatjat 8.900 quilòmetres, perdent 11 dels seus 19 homes per només identificar una petita part de la costa. No s'acostà al seu objectiu inicial d'arribar a Repulse Bay o trobar-se amb els vaixells de Parry. Quan el grup va tornar a York Factory, el juliol de 1822, van rebre dures crítiques per part de George Simpson, de la Companyia de la Badia de Hudson, que des del principi s'havia oposat a l'expedició de Franklin. Simpson i altres comerciants de pells criticaren la mala planificació de l'expedició i les escasses habilitats de Franklin. La seva negativa a desviar-se del pla original, tot i que l'evident manca de subministraments i l'escassetat de caça posarien en perill la seguretat de l'expedició, va ser presentat com una mostra de la poca flexibilitat de Franklin i la incapacitat per adaptar-se a circumstàncies canviants. Si Franklin hagués tingut més experiència podria haver reconsiderat els seus objectius o abandonat l'expedició. Simpson també va criticar la condició física de Franklin. Amb tot, molts dels comerciants de pells estaven ressentits per haver hagut d'ajudar Franklin des del principi, i Simpson en particular, perquè Franklin havia donat suport a la companyia rival, la Companyia del Nord-oest, en la seva guerra comercial.
També hi va haver rumors sobre què havia passat exactament amb Robert Hood i Michel Terohaute. L'única narració de l'incident la va fer Richardson, publicada després de consultar-ho amb Franklin, i res demostrava que ell i Hepburn no havien mort i menjat a Hood i els quatre voyageurs. Wentzel, l'intèrpret de la Companyia del Nord-oest, que va ser culpat de no haver-se assegurat que Fort Enterprise tenia tots els subministraments, arribà a l'extrem d'acusar Richardson d'assassinat i exigir-ne el seu judici. Back posteriorment li va escriure que "la veritat sigui dita, Wentzel, hi ha coses que han passat que és millor que no es coneguin". L'Almirallat no inicià cap investigació oficial i l'assumpte es va anar apagant.

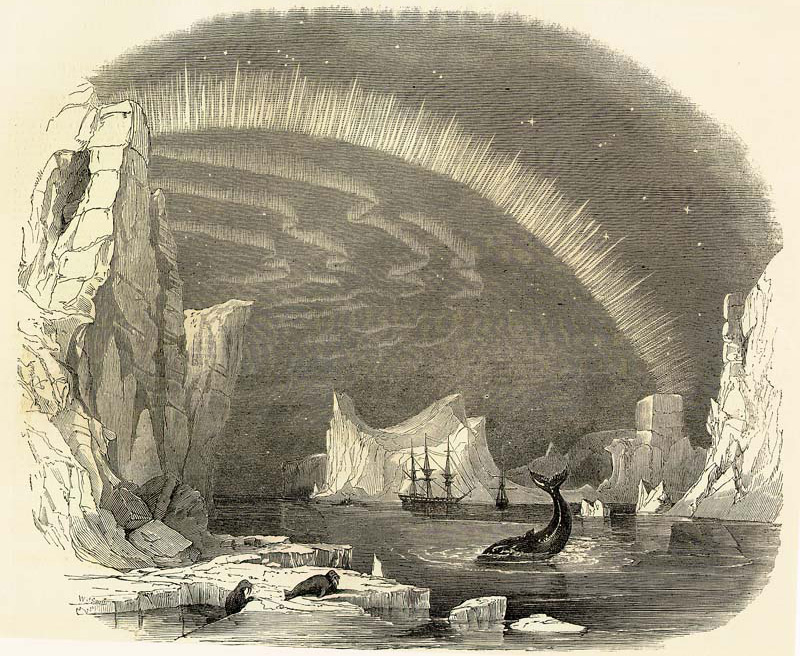
Imatge romàntica victòriana de l'Àrtida.

En tornar Franklin a Anglaterra cap dels rumors o crítiques es va tenir en compte. L'incompliment dels objectius principals de l'expedició van ser passats per alt, en favor de l'admiració pel coratge i la valentia davant l'adversitat que havia mostrat. Franklin, que havia estat nomenat comandant durant la seva absència, va ser ascendit a capità el 20 de novembre de 1822, a més de ser elegit "membre" de la Royal Society, mentre Back era ascendit a tinent. El relat de l'expedició fou publicat el 1823 i va ser considerat com un clàssic de la literatura de viatges i, quan l'editor no va poder satisfer la demanda de llibres, les còpies de segona mà eren venudes a preus de fins a deu guinees. Entre la gent del carrer Franklin era conegut com "l'home que es va menjar les seves botes", mesura que evità una segura mort per inanició.
Franklin va fer una altra expedició a l'Àrtida el 1825. Amb un grup que incloïa Richardson i Back va recórrer el riu Mackenzie per cartografiar la costa septentrional del Canadà. Aquesta vegada l'expedició va estar més ben organitzada, amb una menor dependència de l'ajuda externa, i tots els grans objectius es van complir. Després de conjurar-se per treure els vaixells fora de l'Àrtida i d'un període infeliç com a governador de Tasmània, el 1845 passà a dirigir una darrera expedició per descobrir el Pas del Nord, en la qual va desaparèixer, gairebé sense deixar rastre, junt amb la tripulació formada per 132 homes.
La història de l'expedició Coppermine va servir d'influència a l'explorador Roald Amundsen, el primer home a navegar pel Pas del Nord-oest i en arribar al pol Sud. Als quinze anys va llegir la narració de Franklin i va decidir que volia ser explorador polar. Més tard va recordar:
| «          | Curiosament, van ser els sofriments que Sir John i els seus homes van passar el que més em va atreure en la seva narrativa. Un estrany impuls em va fer desitjar que a mi algun dia també em passaria el mateix. Potser va ser l'idealisme de la joventut, que sovint pren la forma de martiri, el que em va fer veure com una mena de croada en l'exploració de l'Àrtida. | » |
| — Amundsen | |   |